# ラスト、コーション
『ラスト、コーション』（原題: 色・戒）は、2007年公開のアン・リー監督の映画。

## 概要
アイリーン・チャン原作の小説『惘然記』に収められた短編小説「色・戒」を映画化。第64回ヴェネツィア国際映画祭にて、金獅子賞と金オゼッラ賞（撮影賞）を受賞。第44回金馬奨にて最優秀作品賞・最優秀監督賞・最優秀主演男優賞（トニー・レオン）ほか計7部門を受賞した。
激しい性描写が話題となり、アメリカではNC-17指定、日本ではR18+指定、中国では7分間短縮されたバージョンが公開されている。
登場する女スパイのモデルとなった人物は、中国人の父と日本人の母を持つ鄭蘋茹（テン・ピンルー、簡体字：郑苹如）である。

## ストーリー
第二次世界大戦中、日本軍による事実上の占領下となっていた香港と上海を舞台に、日本の傀儡政権である汪兆銘政権の下で、抗日組織の弾圧を任務とする特務機関員の暗殺計画をめぐって、暗殺を目論む女スパイ（工作員）と、暗殺対象となった特務機関員との間に芽生えた愛情のゆくえを描いた物語。
1938年、日中戦争の激化によって混乱する中国本土から香港に逃れていた女子大学生・王佳芝（ワン・チアチー）は、学友・鄺祐民（クァン・ユイミン）の勧誘で抗日運動をかかげる学生劇団に入団。やがて劇団は実戦をともなう抗日活動へと傾斜してゆく。翌1939年、佳芝も抗日地下工作員（スパイ）として活動することを決意し、暗殺の機を窺うため麦（マイ）夫人として特務機関の易（イー）を誘惑したが、工作員としての未熟さと、易の厳しい警戒で暗殺は未遂に終わった。3年後、日中戦争開戦から6年目の1942年、特務機関の中心人物に昇進していた易暗殺計画の工作員として上海の国民党抗日組織から再度抜擢された佳芝は、特訓を受けて易に接触したが、たびたび激しい性愛を交わすうち、特務機関員という職務上、すさまじい孤独の苦悩を抱える易にいつしか魅かれてゆく。工作員として命がけの使命を持ちながら、敵対する易に心を寄せてしまった佳芝は…。

## キャスト
- トニー・レオン：易（イー）（声：藤原啓治）
- タン・ウェイ：王佳芝（ワン・チアチー）= 麦（マイ）夫人（声：坂本真綾）
- ジョアン・チェン：易夫人（声：高島雅羅）
- ワン・リーホン：鄺祐民（クァン・ユイミン）（声：吉田孝）
- トゥオ・ツォンファ（中国語版）：呉（ウー）
- チュウ・チーイン（中国語版）：頼秀金（ライ・シュウチン）
- ガァオ・インシュアン（中国語版）：黄磊（ホァン・レイ）
- クー・ユールン（中国語版）：梁潤生（リャン・ルンション）
- ジョンソン・イェン（中国語版）：欧陽霊文（オウヤン・リンウェン）= 麦
- チェン・ガーロウ（中国語版）：曹（ツァオ）副官
- スー・イエン（中国語版）：馬（マー）夫人
- ホー・ツァイフェイ（中国語版）：蕭（シャオ）夫人
- ファン・グワンヤオ（中国語版）：張（チャン）秘書
- アヌパム・カー（特別出演）：宝石店マネージャー

## 製作
アン・リーがアイリーン・チャンの小説を映画化しようと思ったきっかけは、女性がセックスから何を得ているのかを、愛国物語の裏側から描いたことに興味を惹かれたのと、アイリーン・チャン自身の物語が自分の人生と重なって見えたことだった。イーは最初からワン・チアチーの策略に気付いていたのか？ という記者の質問に対し、リーは「彼が気付いていたかどうかは謎です。この映画は両方の見方が出来ると思う。チアチーは自分がマイ夫人を演じていることを理解し、それを最後まで演じることによって真実に辿り着きます。イーとチアチーは、義務感や使命感という殻の下に本当の自分を持っている。2人は疑念を抱きながらもセックスを重ねることで、徐々に真実に近づいて行くのです」。
アン・リーがアイリーン・チャンの原作に出会ったのは、映画製作に取り組む3、4年前だった。何年も前から知っている小説だったが、初めて読んでみて衝撃を受けた。中国文学で女性のセクシュアリティ、つまり”女のセックス”を描いた作品が今までなかったからだ。しかし日本軍占領下の1942年の上海を舞台にした映画を、中国人が許可するはずがないだろうと思い、リーは映画化は考えていなかった。ところが『ブロークバック・マウンテン』の製作中やプロモーション活動の間も、この小説のことが頭から離れず、英語に翻訳したものをパートナーのジェームズ・シェイマスに見せ「映画化したいんだけど、どう思う？」と意見を聞いた。シェイマスが「とても素晴らしいアイデアだ！」と言ってくれたことで、リーはシナリオを練り始めた。
トニー・レオンはこの映画に出演する前から「悪役を演じてみたい」と公言していたことから、イー役に決まった時は嬉しい驚きと共に、この新しい体験を楽しもうと思った。
アン・リーはヒロイン役のオーディションで、台湾と香港の有名女優ほぼ全員と会ったが、最終的に新人を抜擢することにした。タン・ウェイは2005年7月に中国製作のテレビ映画『警察花燕』に女性警官役で出演したことはあったが、本格的な劇場映画は全く出たことがなかった。アイリーン・チャンの原作でのヒロインは19歳から23歳ぐらいの設定だが、1979年生まれのタンは当時すでに27歳で、中国の芸能界ではデビューするには遅い年齢と見られていた。両親に『ラスト、コーション』の台本を見せると、読み終えた父親は背を向けたまま、長らく口を開かなくなった。すると母親が「この選択をすれば多くのをもの得るだろうけど、同時に多くのものを失うかも知れない。でもあなたが自分でよく考えて決断するなら、私も父さんも反対しないよ」と話した。その頃、タンには結婚の話をしているほど親密な恋人がいた。恋人の男性も台本を読み、「映画の観客としても1人の友人としても、この役を請けることにした君を心から尊敬する。でも男性としては、自分自身を納得させるのは難しいよ」と言い、2人は別れることになった。アン・リーはタンよりも前に、スー・チーの起用を考えていたが、台本を読んだチーは「全裸になるのは嫌」と、丁寧に断っていた。2006年11月秋からの撮影に備え、タンはチャイナドレスとハイヒールの着こなし、麻雀の打ち方から上海語の勉強まで、3カ月の特別訓練を重ねた。物語の舞台となる1940年代の女性は、現代人のようにムダ毛の手入れをせず、むしろ女性らしさの象徴として残していたことから、タンは撮影に入るまでの8カ月間、腋毛と陰毛を伸ばしっぱなしにした。

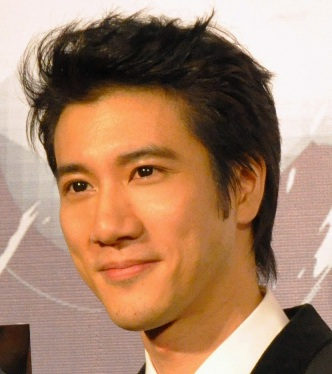
ワン・リーホン（2011年）

革命軍の青年クァン・ユイミンというキャラクターは、若い頃に演劇に打ち込んでいたアン・リー自身の青春時代を反映させた人物像である。リーはカメラマンに対し、クァンの若い学生ならではの無邪気さ、浅はかさ、荒涼とした愛国精神を捉えるように指示した。ワン・リーホンは、愛国心溢れる未熟な若者クァンをどう演じるか悩んでいた時、リーから政治家の馬 英九（マー・インチウ）をモデルにするようアドバイスされたという。
本作で度々描かれる性交描写について、リーはインタビューの中で「とても具体的なアイデアがあって、何カ月も前から考えているプランもあったが、セットに向かうまでは何も決まっていなかった。ポルノ映画として作れないことは分かっていましたが、かといって『エマニエル夫人』のようなソフトコアも私には無理です。明らかに演技をしていますから」と話した。「良い例が『愛人/ラマン』です。素晴らしいシーンもありますが、性愛のいくつかのショットはあまりにも上品で綺麗に撮りすぎて、真剣に受け止めるのが難しかった。だからそういう、ソフト過ぎるものを避けなければいけません」とリーは語り、性交は作り物っぽさより、リアルさを追求したいと抱負を話した。

## 反響
2007年4月、アメリカでの公開を前にして全米映画配給協会MPAAは、この映画を1990年代まで「Rated X」と呼ばれていた成人向けの「NC-17」に指定し、エンドロールの最後に「18 U.S. Code § 2257」に基づくクレジットが付けられることになった。このクレジットは主に、性器の挿入と射精描写を伴うハードコア・ポルノ映画や、そうした場面のある一般映画に与えられる“18歳以上の成人が露骨な性交をしている”という証明である。

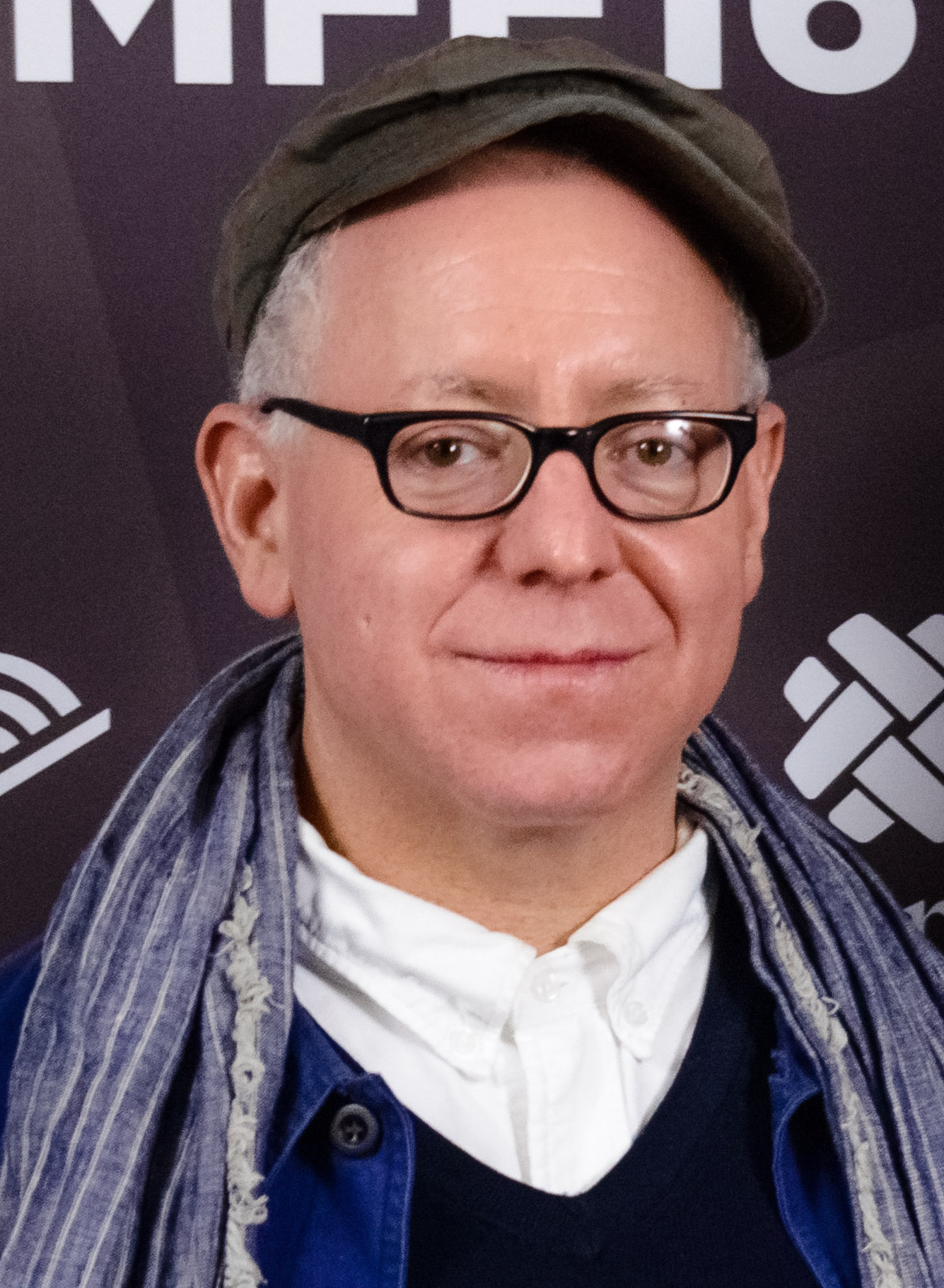
ジェームズ・シェイマス（2016年）

配給会社のフォーカス・フィーチャーズは、成人指定によって上映規模が制限されることを承知しながら、MPAAの決定に抗議しないことを表明した。本作の共同脚本も手がけているフォーカス・フィーチャーズCEOのジェームズ・シェイマスは「異議なく受け入れる」とコメントした。事前にこの映画を鑑賞した関係者によると、少なくとも3回以上ある性交場面でかなり激しい性描写があり、レーティング委員会の間で許容されるピストン運動の突き上げ回数を超えていると言われた。全裸のタン・ウェイがトニー・レオンの上で腰を振る騎乗位の場面でレオンの陰嚢（睾丸）が映っており、彼が体位を入れ替えて上になった時にも局部が密着していることから、彼女の膣内に陰茎が挿入されていることが確実視され、どのみち異議申し立ては不可能だろうと言われていた。『ラスト、コーション』が成人指定を受ける可能性があることを、どれぐらい前から予期していたかシェイマスは明言しなかったが、最終的な編集はアン・リーが担当してると述べた。「リー監督がこの作品に命を吹き込みました。『ブロークバック・マウンテン』や『グリーン・デスティニー』の時と同じように、彼はそれぞれのシーンで何をしたいのか、何を見せるのか、演出、構図、撮影、編集の決定権を持って製作に取り組みました」とシェイマスは語った。
2007年9月19日に台湾で試写会が開催され、多くのメディアはトニー・レオンとタン・ウェイの豊かで重層な演技は称賛に値すると報道した。セックス描写は大きな話題を集め、上映が終わると、観客たちは熱烈な拍手を送った。『ラスト、コーション』はイタリアのヴェネツィア国際映画祭で国際コンペティション部門の最終候補に選ばれ、ヴェネツィアのプレミア上映後の記者会見で、アン・リーは本作におけるセックスの重要性について真摯に語った。台湾のケーブルテレビ局ETTVの張書芬記者は、この映画に賭けていた新人のタンは、性交場面の撮影中にフェラチオも行なったと書いている。ヴェネツィア国際映画祭では、同映画祭で最高の金獅子賞を受賞した。台湾での劇場公開にあたって、映画の一部がカットされるかに注目が集まったが、台湾の学者・謝 志偉局長は「もともと『ラスト、コーション』は指定制限付きの映画であり、芸術作品の完全性を考慮すると、台湾の公開時にカットは行なわれないだろう」と話した。
2007年12月9日、台北で第44回「金馬奨」が閉幕し、『ラスト、コーション』は、最優秀長編映画賞、監督賞、主演男優賞、新人女優賞、脚色賞、衣装デザイン賞、映画音楽賞の計7部門を獲得し、最多受賞作品に輝いた。審査員を務めた台湾の映画評論家・黄建業は、タン・ウェイが最優秀女優賞から落選したことに関してコメントを発した。「アン・リーは『ラスト、コーション』で、プロット、俳優、シーンの演出を巧みに操り、非常に印象が良かった。審査員の議論の中心は、この映画に出演した2人の女優、ジョアン・チェンとタン・ウェイでした。タンは最優秀新人賞と最優秀女優賞の2部門にノミネートされていたのですが、審査員たちの議論の結果、彼女には最終的に新人賞がふさわしいと判断したのです」。

## 中国での公開
中国語圏での公開が迫った2007年9月12日、未成年者でも鑑賞できるように、アン・リー自身が性行為、流血、暴力描写を中心に30分カットすると国営新華社通信が伝えた。「たとえカットされても作品の精神は保たれており、話の流れはスムーズに繋がって影響はありません」と、リーは語った。『ラスト、コーション』がヴェネツィア国際映画祭で好評を博した後、リーは中国本土にイギリスのBBFCやアメリカのMPAAに相当する映像審査機関がなかったため、自ら編集した中国公開版を製作すると発言した。中国の映画局はヴェネツィアで上映されたノーカット完全版を鑑賞して高い評価を与えたが、アン・リーと協議した結果、ヌードシーンとバイオレンス描写を中心に監督が編集処理を施すことになったという。ニューヨークにあるリーの事務所は、30分のカット版は中国映画局に提出した最初のバージョンであり、上映版ではないと説明している。香港と中国本土の配給会社は、リーが編集したバージョンを見ていないため、コメントできないとしている。
11月1日に正式に公開された中国本土版は7分カットされたバージョンで、クァン・ユイミンが裏切者の老曹を殺害するシーンは、オリジナル版で6、7回もナイフで突き刺す残虐な描写なのに対し、クァンが腹部を1度刺すとチアチーが建物から走り出てくるショットに切り替わった。終盤でイーが愛の証としてチアチーにダイヤモンドの指輪を贈る宝石店の場面も、本来はチアチーが逡巡しながら、震える小さな声で「逃げて…」と告げるのだが、台詞が改変され「行きましょう」と曖昧なニュアンスになっていた。この部分のチアチーの台詞を録り直すために、タン・ウェイは北京で吹替を収録したと伝えられている。この台詞の変更は観客に別の意味を与えた。明確にイーに「逃げて」と危機を知らせるのではなく、恋人同士のような「行きましょう」に変えたことで、チアチーが仲間を裏切ったわけではなく、イーが彼女の異変を察知して宝石店から逃げた設定になっているのだ。都合5回出てくる性交シーンのうち、2つは完全に本編から削除され、残り3つも大幅なカットが施された。もっとも過激な性交を描いた2シーンは、2人が腰を振りながら性器の抽挿運動をしていると分かる描写が全てなくなった。中国本土のこれらのシーンの取り扱いは、首から下13センチまでしか露出できない決まりだったことから、イーがチアチーの中で果てている引きのカットを削除し、絶頂に達したタン・ウェイとレオンの顔のクローズアップだけが残された。

## 中国映画界での反応
中国で公開されると、アジア圏で活躍しているスターたちからは賛辞の声が寄せられた。アン・リーと個人的に親しいミシェル・ヨーは、プレミア上映で逸早く本作を鑑賞し、感想を以下のように話した。「感動しました！ テーマが大胆ですね。中国人はとても保守的で、ポルノに対しては特にそうですが、この映画はポルノではありません。ヨーロッパ映画のような雰囲気があります。中国人監督のアン・リーが、こんなに素晴らしい映画を作るなんて！ 何度も描かれる性交シーンも、男女の心理変化を描くために欠かせないものだったと思います」。
映画が一般公開された後で鑑賞したアンディ・ラウは、「梁朝偉（トニー・レオン）は本当に素晴らしい！ この映画を観て彼の大胆な演技に感服しました。この役柄を生身の人間として見事に演じ切っている。今年の映画で梁朝偉を凌駕する俳優はいないだろうから、きっと金馬奨の最優秀男優賞も受賞できるはずだ」と感想を話した。
チョウ・ユンファは「トニー・レオンが演じたキャラクターの内面のドラマはとても重層的ですが、この映画は観ていてとても憂鬱になります。一緒に観た私の妻は息苦しいと言っていました。トニーとタン・ウェイの2人が撮影で苦労したであろうことが伝わってきます。私だったら7日7晩、性交シーンの撮影をするよう求められたら、精神的に死んじゃうでしょう。2人の主演俳優の忍耐力には本当に敬服します。私はこの映画に99.9点を付けますね」と語っている。
カリーナ・ラウは、「映画はとても良かった。トニー・レオンのことを誇りに思います。トニーは気難しくて陰気な人物を演じていましたが、演技にとても苦労したようです。彼がこの映画に注いだ情熱は、中国映画史における画期的な出来事で、私は心からトニーを尊敬します」と、トニー・レオンの演技を褒め称えた。
チャン・ツィイーは「映画を観終わって3日経っても、まだあの世界が忘れられません。こんなにロマンティックでスリリングなラブストーリーは、本当に久々です。アン・リー監督の演出はまさに、激しい火の玉のようで、息を呑みました。世の中に“完璧な映画”などありませんが、『ラスト、コーション』は、“ほぼ完璧”です！」と絶賛した。

## 評価
レビューアグリゲーターのRotten Tomatoesは、151件の批評家レビューに基づいて74％の支持率を集め、平均評価は6.7/10となった。同サイトの総評は「アン・リー監督の『ラスト、コーション』は、緊張感と官能で満たされた美しいスパイ映画だ」というものだった。加重平均を用いるMetacriticでは35件のレビューに基づき平均スコアは100点満点中61点で、「概ね好評」の評価であった。
『ガーディアン』誌の映画評論家ピーター・ブラッドショーは「様々な点で露骨でありながら、複雑で婉曲的な本作は、時代描写の緻密さとジャンルの様式化におけるリー監督の才能を存分に発揮している」と綴った。「チアチーが処女を捨てて性技を学ぶため、レジスタンスの仲間と渋々性交する。惨めなチアチーの上で男が執拗に彼女の性器を突き上げる描写は、ひどく滑稽で非エロティックであり、イーとの情熱的な寝室での性交における、死ぬほど真剣で熱狂的なチアチーと合わせ鏡のようだ。チアチーが抱くイーへの気持ちがどれほど曖昧であろうと、その感情はやがて切なさと悲劇に結び付く」とブラッドショーは書き、5点満点中4点を与えた。
小説家の金庸（きん よう）は、アン・リーの過去の監督作品『グリーン・デスティニー』と比べながら「チャン・ツィイーでは、この映画のヒロインは演じられなかっただろう。タン・ウェイは決して美人タイプではないが、可愛らしくて愛嬌がある。しかし『グリーン・デスティニー』当時のチャンよりも、監督がタン・ウェイの演出に苦労した跡は伺える。タンにとっても、この役柄を演じ切るのはとても大変だっただろう。特にあの3、4回ほど出てくる性交描写は、チャンにはとても演じられなかったと思う」とブログに記した。
中国の作家チップ・ツァオは、「中国社会は長い間、政治的、道徳的な抑圧を受け、疲労しきっていました。今、アイリーン・チャンの原作小説を得て、アン・リーが繊細で多層的な意味を持つ、感動的な作品を作りました」と評し、こう続けた。「原作小説になく、アン・リーが加筆した部分を見ると、アン・リーが人間の持つ複雑さと無力さを巧みに捉え、心理描写に説得を持たせているのが分かるだろう」とツァオは映画を高く評価した。
映画評論家のジェームズ・ベラーディネリは、この映画にはポール・バーホーベン監督の『ブラックブック』（2006年）と共通点があると指摘した。「どちらも第二次世界大戦後の占領地が舞台で、レジスタンス組織の若い女性が登場する。女性は敵側の高官と性的関係を持って接触するが、その男性に予期せぬ感情が芽生え、任務と愛との間で葛藤する。しかし語り方は非常に対照的で、リーの物憂げなスタイルと、バーホーベンの迫力あるアクションは180度異なっている。『ラスト、コーション』は忍耐力のいる映画だ。冷水を沸騰させるように長い時間を要するが、一度泡が立ち始めると、もうその勢いは止まらない」と、ベラーディネリは書いている。

## 性行為を巡る議論
トニー・レオンとタン・ウェイが劇中で見せる大胆なセックスシーンは、その濃厚な描写から“（演技ではなく）本当に性交をしているのではないか“と、映画公開後に多くの観客の間で話題になった。性交は芝居か実演かと記者から訊かれたアン・リーは「それはあなたが決めて下さい」とだけ答えた。記者が既に映画は3回観た、なぜ正直に明かすことが恥ずかしいのかと問い直すと、「最高のパフォーマンスを発揮してくれた俳優たちに、余白の部分を残してあげたい。この映画には挑戦的な部分がありました。こだわるべき所は、徹底してこだわりたいと思いました」と話すに留め、詳細を語らなかった。
性交は演技かというメディアの下世話な質問に対し、新人のタン・ウェイは曖昧に誤魔化すことなく、「私はただ、赤ちゃんを作る時に誰もがする行為をしたまでです」と、実際に性交していたことを認める発言をした。
性交シーンの撮影現場は、主演の2人以外はアン・リーと録音技師、カメラマン、カメラ助手のフォーカス・プーラーの4人だけに絞り、他のスタッフはスタジオから出てもらいシャットアウトした上で、12日間をかけて撮影した。アン・リーは「私と俳優たちは、毎日ポルノ映画を撮影していたわけではありません。自分の欲望を総てさらけ出し、俳優たちにそれを語りかけて、時間を作って撮影を進めました」と話している。2008年8月31日にアメリカのロイターテレビに出演したリーは、性描写はこの映画のテーマを描くために必要不可欠だと考え、「限界に挑戦した」と話した。「キャストのトニーとタン以外は、私を含めてスタッフ4人のみです。俳優以外は全員スタジオの外ですから、我々はプライベートで親密な撮影が行なえました」と語った。
2018年、タン・ウェイは公開から11年を経て、ベッドシーンの撮影をいくらか素直に話すようになった。「トニー・レオンは非常にプロフェッショナルな俳優で、（性交場面で）ボディダブルを使わなかった」と、やはり性交が演技ではなかったと仄めかす発言をし、「トニーと一緒に仕事が出来て、とても幸せでした」と語った。映画の公開から14年後、台湾映画評論家協会が選出する「21世紀の最高の映画」の第1位に『ラスト、コーション』が輝いたことに関して、アン・リーはこの映画には思い入れが深いと振り返り、感傷的になり過ぎるのが怖くて、ずっとこの作品のことを思い出さないようにしていたとコメントを出した。この2021年の中国メディアのインタビューで、劇中のセックスは演技ではなく、俳優2人が実際に性交したことを初めて認めた。レオンは撮影に同意したあと、あまりにも大胆な性交をしていたので、10年の監督業のキャリアを持つリーは怖くなったとも話した。体位や性技に至るまで綿密に打ち合わせ、リーが「カット」の声をかけても、レオンは途中で止められないほど没頭していたという。これまで映画出演の経験がなかったタンも、少人数のスタッフで実際の性交を撮影するのは普通のことだと思っていた。
2022年、ユーザーコミュニティのQ&Aサイト『Quora』で“『ラスト、コーション』撮影中に実際のセックス行為があったのか？”と題した議論が起こり、アン・リーの2021年のインタビューを引用する形で、性交が演技ではないことを裏付けるユーザーの投稿があった。明るい室内での2人のセックスで、最後にイーが全身を震わせながらチアチーの中に射精をしている描写があるが、ここに至る幾つかのカットの明度をあげると、トニー・レオンが完全に勃起してコンドームを着けている。投稿者は「これで性交が演技だと言い張るのはかなり難しい。単に挿入している“ふり”なら、コンドームを着ける必要がないのは言うまでもない。レオンが性器を抽挿している股間から、タン・ウェイの顔までカメラが移動する点からも、挿入が演技ではないことを伝えるよう撮られているのは明らかだ」と書いた。

## タン・ウェイの活動休止と復帰
中国国家ラジオテレビ局（SARFT）は2008年3月、中国国内の全てのテレビ局と印刷会社各社に内部メモを送付した。タン・ウェイが『ラスト、コーション』で濃厚な性交を演じたことを理由に、彼女が出演したスキンケア商品のテレビCMの放送を即刻中止すると通達された。また、タンを起用した全ての印刷物と特集記事が載った物も回収すると報じられた。内部メモには、CM放送中止の具体的理由は明記されていなかった。
SARFTは3月7日付の“検閲ガイドラインの再確認”と題した声明の中で、主要な映画会社、放送局および監督機関に対し、「猥褻な内容およびポルノコンテンツ」と「乱交、強姦、売春、性交、性的倒錯、自慰行為、男女の性器露出と、その他の局部を描写するコンテンツ」の禁止を更新する旨を通知したと述べた。しかし、SARFTのウェブサイトに掲載された公示では、『ラスト、コーション』やタン・ウェイについて具体的な言及はなかった。さらに中国の全ての映画賞授賞式で、『ラスト、コーション』のプロデューサー陣とタンをゲストから除外するよう勧告され、オンラインフォーム上でのタンに関する議論が全部削除されたことを香港の「東方日報」が報道した。
このことを知ったアン・リーは、「この措置によってタン・ウェイが深く傷ついたことを残念に思います」と遺憾を表明した。「タンは適切に製作、配給された映画で、素晴らしい演技を見せてくれました。彼女に出来る限りのことをしてあげたい」と話し、これを報道した北京ニュースによると、リーはタンに連絡を取っているとのことであった。トニー・レオンも、香港で行なわれたアジア・フィルム・アワードの席で「我々の仕事は役柄を表現することであり、俳優がそのためにブラックリストに載せられるべきではない」と、タンを支持する声明を出した。「映画に何らかの問題があれば、製作スタッフみんなで責任を負うべきだ。映画を作る私たちは個人ではなくチームであり、私もそのチームの一員です」と、最優秀男優賞を受賞した記者会見でレオンは語った。
中国政府の理不尽な圧力によって中国映画界から追放されたタンは、スクリーン復帰の糸口を掴めないまま3年間仕事を休むことになった。彼女は英語を学ぶためにロンドンに渡り、バドミントンのコーチやファッションモデルの副業を細々と続けたと言われている。優良移民入国制度を通じて香港の国籍を取得したタンは、比較的規制が少ない業界で活動を始めた。『グリーン・デスティニー』の共同プロデューサーや、『ラスト、コーション』の製作総指揮を務めたビル・コンは、タンの境遇を気の毒に思い、脚本家出身のアイビー・ホーが監督するロマンティック・コメディ『クロッシング・ヘネシー』（2009年）でタンに再出発のチャンスを与えた。翌年、タンは韓国・香港・アメリカ合作の映画『レイトオータム』の主演で韓国のファンを獲得し、同作の監督キム・テヨンと結婚して、2014年にテヨンの子を産んだ。

## 文献
- アイリーン・チャン『ラスト、コーション 色・戒』集英社文庫、2007年12月、ISBN 4087605469